# Bergen IK
Der Bergen IK (offziel Bergen Ishockyklubb) ist ein norwegischer Eishockeyklub aus Bergen. Die Mannschaft spielt seit 2017 in der 2. divisjon und trägt ihre Heimspiele in der Bergenshallen aus.

## Geschichte
Der Verein wurde 1980 gegründet und spielte zunächst in der dritten Spielklasse Norwegens. Parallel gab es in Bergen den SK Djerv, dessen erste Mannschaft zwischen 1979 und 1983 für mehrere Spielzeiten in der höchsten Spielklasse des Landes, der damaligen 1. divisjon, spielte.
1983 stieg der Bergen IK aus der 3. divisjon in die 2. divisjon auf und verblieb zunächst in dieser Spielklasse. 1986 schaffte der SK Djerv den Aufstieg aus der 2. in die 1. divisjon. Um eine konkurrenzfähige Mannschaft für die höchste Spielklasse zu bilden, kooperierten der Sk Djerv und der Bergen IK in der Folgezeit.
Die Spielgemeinschaft Bergen IK/SK Djerv gehörte ab der Saison 1986/87 bis 1990 der höchsten norwegischen Eishockeyspielklasse an. Danach wurde die Spielgemeinschaft aufgelöst und der Bergen IK nahm am Spielbetrieb der 2. divisjon teil. Nach Auflösung der Spektrum Flyers 1996 übernahm deren Management den Bergen IK und führte diesen 2003 als Bergen Flyers zurück in die höchste Spielklasse.
Zuletzt stieg die Mannschaft am Ende der Saison 2004/05. Infolge des Abstiegs gingen die Bergen Flyers in insolvenz und der Bergen IK startete in der dritten Spielklasse, der 2. divisjon. Ein Jahr später gelang der Aufstieg in die 1. divisjon, in der die erste Mannschaft bis 2017 spielt und anschließend wieder abstieg.